# Hipoxidàcies
Les hipoxidàcies (Hypoxidaceae R.Br.) són una família de plantes monocotiledònies herbàcies, bulboses, suculentes i perennes que pertanyen a l'ordre Asparagals. Comprenen 9 gèneres i 150 espècies distribuïdes en les regions temperades càlides fins a tropicals d'Àfrica, Àsia, Amèrica i Austràlia.
Les hipoxidàcies tenen roseta basal. Alguns són plantes ornamentals, per exemple del gèneres Curculigo, Hypoxis i Rhodohypoxis.  Molineria capitulata també és usada com planta ornamental.
Segons el Royal Botanic Gardens de Kew inclou els següents gèneres:
- Curculigo
- Empodium
- Hypoxidia F. Friedmann
- Hypoxis L., Syst. Nat. ed. 10, 2: 986 (1759). És el gènere més gran de la família amb 87 espècies.[4][5][6]
- Molineria
- Pauridia
- Rhodohypoxis
- Saniella
- Spiloxene